# Dobrná (České středohoří)
Dobrná (německy Dobernerberg, 535 m n. m.) je výrazný kopec ve východní části Českého středohoří 1 km východně od stejnojmenné obce Dobrná a 7 km východně od Děčína. Je nejvyšším vrcholem geomorfologického podokrsku Dobrnská vrchovina.

## Přístup

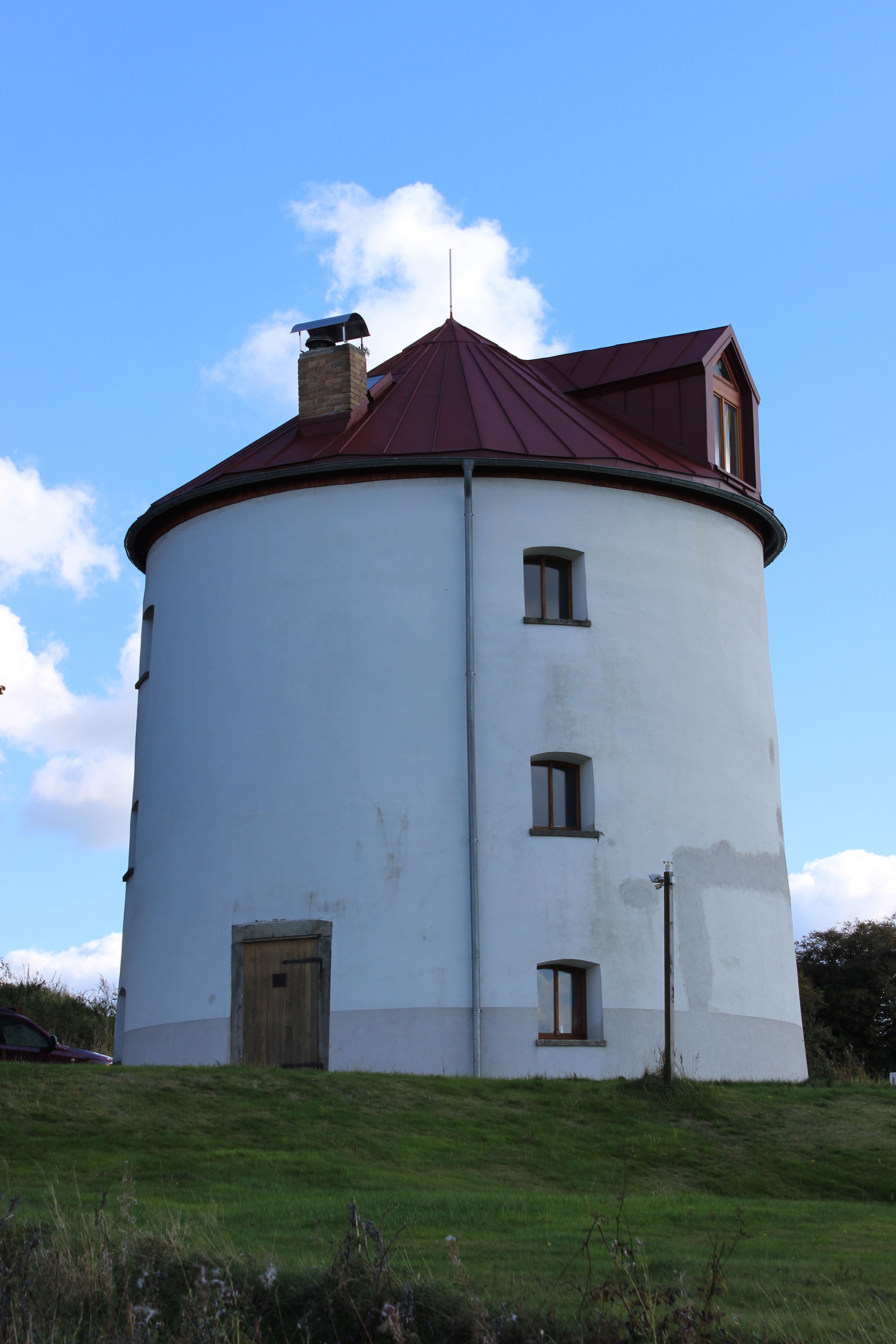
Větrný mlýn

Na vrchol Dobrné nevede žádná značená ani neznačená cesta. Necelý kilometr severně od vrcholu leží vesnice Brložec, do které lze dojet autem nebo autobusem z Děčína. Od autobusové zastávky vede na jih ulice, na kterou navazuje polní a pak lesní cesta směrem k vrcholu. Vrchol míjí asi o 100 metrů, které je potřeba zdolat volným terénem. Celkem cesta měří 1 km s převýšením 60 metrů.

## Větrný mlýn
Na severním svahu Dobrné stojí větrný mlýn na Františkově vrchu. Jde o mlýn holandského typu, postavený z lomového kamene na kruhovém půdorysu. Věž je vysoká dvanáct metrů, vnější průměr má devět a půl metru. Byl postavený v roce 1876 na místě původního dřevěného, o kterém je první zmínka v roce 1843. V 60. letech 20. století byl mlýn zastřešen sedlovou střechou a využíván jako seník. V letech 2000–2001 byl novým majitelem přestavěn k obytným účelům.